# Metropolia di Miriofito e Peristasi
La metropolia di Miriofito e Peristasi (in greco Μητρόπολις Μυριοφύτου και Περιστάσεως?, Mitrópolis Myriophytou kai Peristáseōs) è una sede soppressa del patriarcato di Costantinopoli.

## Storia
La metropolia univa due antiche diocesi di epoca bizantina del patriarcato di Costantinopoli, suffraganee dell'arcidiocesi di Eraclea, oggi in Turchia sulla costa occidentale del mar di Marmara:
- Miriofito (in greco Μυριόφυτον?) corrispondente al villaggio di Mürefte, nel distretto di Şarköy (provincia di Tekirdağ);[1]
- e Peristasi (in greco Περίσταση?), corrispondente a Şarköy, nel distretto omonimo (provincia di Tekirdağ).[2]

La diocesi compare per la prima volta nelle Notitiae episcopatuum del patriarcato sul finire del X secolo circa. Il primo vescovo conosciuto è Gregorio che prese parte al sinodo patriarcale del mese di aprile 1032 e sottoscrisse il decreto contro i giacobiti come "vescovo di Peristasi e Miriofito"; a questo vescovo potrebbe essere attribuito un sigillo vescovile datato alla prima metà dell'XI secolo.
La doppia titolatura, che potrebbe indicare il trasferimento della sede da Peristasi a Miriofito, non è mai indicata nelle Notitiae episcopatuum se non nell'ultima di quelle conosciute, che risale agli inizi della dominazione ottomana verso la metà del XV secolo. Nel XVII secolo il nome della diocesi fu cambiato in quello di "Miriofito e Peristasi"; con questo nome la diocesi fu elevata al rango di sede metropolitana nel mese di gennaio del 1909.
Sul finire della guerra greco-turca, nell'ottobre del 1922 i greco-ortodossi che abitavano la regione furono fatti evacuare verso la Grecia, prima dell'occupazione definitiva dell'esercito turco. Oggi non esistono più cristiani nell'area dell'antica sede metropolitana di Miriofito e Peristasi.
Il titolo di metropolita di Miriofito e Peristasi è ancora assegnato, ma è un semplice titolo vescovile non residenziale.

## Cronotassi

### Vescovi di Peristasi e Miriofito
- Gregorio † (menzionato nel 1032)
- Sergio † (menzionato nel 1580)
- Eutimio † (menzionato nel 1590)

### Vescovi e metropoliti di Miriofito e Peristasi
- Gabriele † (? - settembre 1622)
- Lorenzo † (dicembre 1622 - dopo il 1637)
- Simeone † (prima del 1646 - dopo il 1658)
- Neofito I † (prima del 1661 - aprile 1675)
- Teodosio † (29 aprile 1675 - ?)
- Joasaf † (prima del 1708 - dopo il 1714)
- Giacomo † (menzionato nel 1728)
- Nicodemo † (prima del 1743 - dopo il 1754)
- Callinico † (prima del 1767 - dopo il 1784)
- Melezio † (1788 - novembre 1794)
- Neofito II † (1795 - maggio 1821 deceduto)
- Serafino † (1821/22 - 16 dicembre 1834 deceduto)
- Neofito III † (prima del 1838 - 1864 deceduto)
- Gregorio Leontopoulos † (17 febbraio 1864 - 3 novembre 1881 deceduto)
- Gregorio Fotinos † (17 gennaio 1882 - 28 febbraio 1891 dimesso)
- Nicodemo Komninos † (17 marzo 1891 - aprile 1894 dimesso)
- Costantino Apostolou † (15 luglio 1895 - 2 dicembre 1899 sospeso)
- Smaragdo Chatziefstathiou † (22 febbraio 1900 - 21 febbraio 1908 eletto metropolita di Moglena)
- Filoteo Michailidis † (11 marzo 1908 - 15 febbraio 1916 deceduto)
- Sofronio Stamoulis † (5 marzo 1917 - 22 maggio 1923 sospeso)
- Callinico Lamprinidis † (22 maggio 1923 - 15 aprile 1924 eletto metropolita di Krini)
- Sofronio Stamoulis † (15 aprile 1924 - 7 ottobre 1924 eletto metropolita di Veria e Naoussa) (per la seconda volta)
- Ireneo Ioannidis, dal 4 settembre 2000